# Rosersberg
Rosersberg è un'area urbana della Svezia situata nel comune di Sigtuna, contea di Stoccolma.
La popolazione risultante dal censimento 2010 era di 1 671 abitanti .